# 小行星2329
小行星2329（2329 Orthos）是一颗围绕太阳公转的小行星。1976年11月19日，漢斯-埃米爾·舒斯特在拉西拉天文台发现了此天体。
該小行星以希臘神話的雙頭犬俄耳托洛斯命名。
这颗小行星的绝对星等为145.8198550869668等。